# Lockerbie-i katasztrófa
A Pan Am 103-as járata a Pan American World Airways (Pan Am) harmadik menetrend szerinti transzatlanti járata volt London Heathrow és New York JFK repülőtere között. 1988. december 21-én az ezen az útvonalon repülő N739PA lajstromjelű, „Clipper Maid of the Seas” névre keresztelt Boeing 747-121 megsemmisült, roncsai a skóciai Lockerbie kisvárosára zuhantak. A katasztrófát követő nyomozás során kiderült, hogy a gép első rakterében egy 350-450 gramm közötti tömegű plasztikbomba robbant. A robbanás a gép szinte azonnali megsemmisüléséhez vezetett. A 130–190 km/h sebességű szél a roncsokat mintegy 130 km hosszan, 2189 km² területen szórta szét. A katasztrófának 21 országból összesen 270 áldozata volt, közülük 4 magyar és 189 amerikai.
A Pan Amet sokan tekintették Amerika jelképének, és a 2001. szeptember 11-ei terrortámadás előtt a lockerbie-i katasztrófában veszítette életét a legtöbb amerikai civil. A helyszín miatt illetékes skóciai Dumfries and Galloway megye rendőrsége, valamint az amerikai Szövetségi Nyomozóiroda hároméves nyomozása során 15 000 tanúmeghallgatási jegyzőkönyvet vett fel.
1991. november 13-án nemzetközi elfogatóparancsot adtak ki a líbiai állampolgárságú Abdelbaszet Ali Mohamed Al-Megrahi és Al-Amin Kalifa Fimah ellen. Al-Megrahi líbiai hírszerző tiszt és a Libyan Arab Airlines (LAA) légitársaság biztonsági tisztje, Fimah pedig a máltai nemzetközi repülőtér helyi LAA alkalmazottja volt. Az ENSZ-szankciók és a líbiai vezetővel, Moammer Kadhafi ezredessel való hosszú tárgyalások miatt a gyanúsítottak átadása elhúzódott, míg végül az ügy szempontjából semleges Hollandia területén 1999. április 5-én megtörtént. 2001. január 31-én Al-Megrahit a három skót bíró vezette bíróság bűnösnek találta és 27 évi fegyházra ítélte, Fimah-t pedig felmentette. Al-Megrahi büntetését a skóciai Glasgow melletti Greenock börtönében töltötte 2009. augusztus 20-áig, amikor a skót regionális kormány az elítélt végső stádiumú rákjára való tekintettel hazaengedte Líbiába.

## Utasok
A PA103-as járat PA103A-járatként indult a frankfurti nemzetközi repülőtérről. A Frankfurt és London közötti részen az utasokat egy Boeing 727-es szállította. A PA103A 89 utasából 47-en továbbszálltak a Boeing 747-esre, amely már mint PA103-as járat indult tovább a New York -i JFK repülőtérre. Innen a járat Boeing 727-esen ment tovább a detroiti reptérre.
A 747-es délben érkezett San Franciscóból, és a 3-as terminál K-14 állóhelyén állt. Két órán keresztül a Pan Am által megbízott őrző-védő cég, az Alert Security vigyázott rá, de egyébként a gépet nem felügyelte senki sem.
A járaton 243 utas és 16 fős személyzet utazott. A főpilóta James MacQuarrie kapitány volt, a másodpilóta Raymond Wagner, a fedélzeti mérnök Jerry Avritt. A gépen főleg amerikaiak utaztak, de egy váci magyar család négy tagja is ezzel a járattal tartott Amerikába.

## Figyelmeztetés Helsinkiből

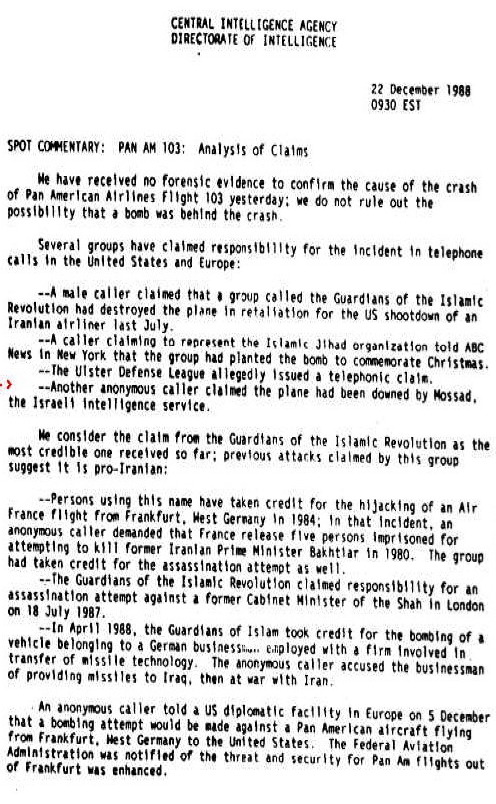
Egy titkosítás alól feloldott CIA-dokumentum, amely megemlíti a helsinki figyelmeztetést

December 5-én az amerikai szövetségi légügyi hatóság, az FAA, kiadott egy biztonsági értesítést, amely szerint aznap egy arab kiejtésű férfi felhívta a finnországi amerikai nagykövetséget Helsinkiben, és elmondta, hogy egy Frankfurtból Amerikába tartó Pan Am járatot az elkövetkező két hétben egy, az El Fatahhal (más néven Abu Nidal Szervezettel) kapcsolatba hozható személy fel fog robbantani. A hívó szerint a bombát egy vétlen finn nő fogja a fedélzetre szállítani. Mint az eseményekből kiderült, a hívó csupán két napot tévedett.
A figyelmeztetést akkor az amerikai kormány nagyon komolyan vette. A State Department, az amerikai külügyminisztérium több tucatnyi nagykövetségre továbbította az FAA értesítését. Az FAA az értesítést az összes amerikai légitársaságnak, így a Pan Amnek is megküldte. A Pan Am az összes utasnak egy ötdolláros biztonsági díjat számolt fel, és egy biztonsági programot ígért, amely „tüzetes részletességgel fog átvizsgálni minden egyes utast, repülőtéri és légitársasági alkalmazottat, repülőtéri helyszínt, poggyászt és repülőgépet.” (The Independent, 1990. március 29.). A frankfurti biztonsági csoport a merénylet másnapján talált a figyelmeztetésre, egy halom papír alatt (Cox and Foster 1992). Az egyik frankfurti biztonsági alkalmazott, akinek a repülőtéri röntgengépekkel kellett volna a robbanóanyagokat felderíteni, az ABC News híradónak úgy nyilatkozott, hogy 11 hónappal a merénylet után tudta csak meg, hogy mi az a semtex. (Prime Time Live, 1989. november)
December 13-án a moszkvai amerikai nagykövetség hirdetőtáblájára is felkerült az FAA figyelmeztetése, majd hamarosan az összes ott élő amerikai körében is elterjedt a hír, így újságírók és üzletemberek is hallottak róla. Emiatt többen is állítólag lemondták a Pan Am-helyfoglalásaikat, és más járatokra foglaltak helyet. Az így megüresedett helyeket a Pan Am olcsóbban értékesítette. A Pan Am nyomozói később azt állították, hogy a telefonhívás csak átverés volt, és a merénylet egy véletlen egybeesés.

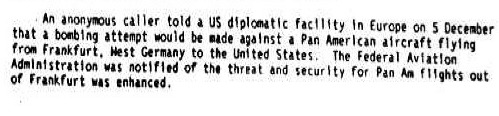
Részlet a CIA feljegyzésből: Egy névtelen telefonáló december 5-én egy Európában található amerikai diplomáciai létesítménnyel azt közölte, hogy egy, a nyugat-németországi Frankfurtból az Egyesült Államokba repülő Pan American repülőgép ellen bombamerényletet fognak megkísérelni. A szövetségi repülésügyi hatóságot értesítették a fenyegetésről, a Frankfurtból induló Pan Am járatok biztonságát pedig növelték.

## Az utolsó kapcsolat
A menetrend szerint a gépnek 18:00 órakor kellett volna elindulnia, és 18:04-kor el is tolták a beszállókaputól. A Heathrow-n egyáltalán nem szokatlan csúcsidős zsúfoltság miatt azonban a gép csak 18:25-kor szállt fel a 27L kifutópályáról. A repülőteret északnyugati irányban hagyta el, a Daventry felé vezető légi folyosón. A heathrow-i közelkörzet elhagyása után a kapitány a gépet északi irányba, Skócia felé fordította. 18:56-kor a gép közeledett az angol–skót határhoz, és elérte a 9400 méteres utazómagasságot (31 000 láb, azaz 310-es repülési szint). MacQuarrie kapitány a hajtóművek tolóerejét visszavette utazóállásra.
19:00-kor a PA103 megjelent a prestwicki skót útvonal-irányítás radarján, ahonnan az Atlanti-óceán átrepüléséhez szükséges engedélyt kérik a gépek. Alan Topp légiirányító vette fel a kapcsolatot a Clipper Maid of the Seas-zel, miután az belépett a skót légtérbe.
James MacQuarrie kapitány válaszolt: „Jó estét, Scottish, itt Clipper egy nulla három. Magasságunk három egy nulla.” Majd Wagner másodpilóta beszélt: „Clipper 103 óceánrepülési engedélyt kér.” Ezek voltak a gépről elhangzott utolsó szavak.

## A robbanás
19:01-kor Topp radarján a 103-as járat megközelítette a Solway-öblöt, majd 19:02-kor átlépte annak északi partját. A légiirányító radarképernyőjén a gép egy kis doboznak látszott, közepén egy apró kereszttel, amelyhez egy vonallal kapcsolódott a gép transzponderkódja, 0357, és magassága, FL 310. A transzponderkód emellett Topp számára elárulta, hogy a gép a mágneses iránytű szerinti 316 fokos irányba halad 313 csomós (580 km/h) kalibrált légsebességgel, az időkód szerint 19:02:46.9-kor. A brit hadsereg későbbi radarelemzése kimutatta, hogy a gép térkép szerinti iránya 321 fok volt, föld feletti sebessége pedig 434 csomó (804 km/h).
Ebben a pillanatban a gép kódja és a doboz közepéről a kereszt eltűnt. Topp megpróbálta felvenni a kapcsolatot MacQuarrie kapitánnyal, és egy közeli KLM járattól is ugyanezt kérte, de választ nem kapott. Először Topp azt hitte, hogy a gép egy radarárnyék-zónába repült be. Ahol egy zöld doboznak kellett volna a radaron látszania, ott négy jelent meg, majd egy pár másodperc múlva ezek elkezdtek egymástól távolodni (Cox & Foster 1992). A fedélzeti hangfelvevő és a radarfelvételek összehasonlításával a nyomozók kiszámolták, hogy a robbanás utáni nyolcadik másodpercben a gép roncsai mintegy 2 km-es körben szóródtak szét.
Egy perccel később egy 91 000 kg üzemanyagot tartalmazó szárnydarab Lockerbie kisváros Sherwood Crescent utcájában a földhöz csapódott. A brit geológiai intézet Eskdalemuirban, Lockerbie-től nem messze található obszervatóriumában egy, a Richter-skálán 1,6-es erősségű szeizmikus eseményt észleltek, amikor a 60 méteres szárnydarab a földre zuhanva két családot és több házat teljesen megsemmisített. Robin Chamberlain, a British Airways pilótája a Glasgow–London-útvonalon repülve, nem messze Carlisle-tól rádión jelentette a skót útvonal-irányításnak, hogy hatalmas tüzet lát a földön. A PA103 pusztulása Topp képernyőjén tovább folytatódott, ahol most már rengeteg kis zöld doboz sodródott kelet felé a széllel.

## A gép szétszakadása
A robbanás egy félméteres lyukat ütött a géptörzs bal oldalán, szinte egyenesen a Pan Am „P” betűje alatt. A gép gyorsan szétszakadt. A brit közlekedési minisztérium légikatasztrófákat vizsgáló szervezete, az Air Accidents Investigation Branch (AAIB) tanulmánya szerint a pilótafülke és a gép orra a robbanás utáni három másodpercen belül levált a gép törzséről.
A repülési adatrögzítőt, közismertebb nevén a „fekete dobozt” (amely igazából egy rikító narancsszínűre festett felvevő) a rendőrség a bombamerénylet után 24 órán belül fellelte. Semmi nyomát nem találták vészjelzésnek: a szalagon csupán egy 180 milliszekundum hosszú sistergés hallatszott, ahogy a robbanás szétvetette a repülőgép kommunikációs központját.
Az FAA nyomozóit az oldalán fekvő pilótafülke roncsába emelték, ahol a nyomozók nem találtak arra utaló nyomokat, hogy a pilóták nekikezdtek volna a vészhelyzeti procedúráknak. A kabinnyomást irányító kapcsoló és az üzemanyag-kapcsolók a szokásos utazóállásba voltak állítva, és a pilóták nem vették fel az oxigénmaszkokat, amelyek egy gyors légnyomásvesztés után öt másodpercen belül előkerültek volna. (Cox and Foster 1992).
A 747-es idegrendszeri központja, ahol az összes navigációs és kommunikációs berendezés található, két emelettel a pilótafülke alatt van, és csupán egy válaszfal határolja el az első csomagtértől. A balesetet vizsgáló szakemberek arra a következtetésre jutottak, hogy a robbanás áttörte a válaszfalat és megrázta a gépet irányító kábeleket. Ennek következtében a géptörzs eleje legyezni, forogni és bólintani kezdett.
Ezen erőteljes, minden irányba ható mozgások miatt elszakadt az az erősítő fémöv, amely a gép orrát rögzítette a géptest bal oldali ablaksorához, és az orr-rész elkezdett leszakadni. Ugyanekkor a robbanáskor keletkezett lökéshullámok a bomba felé visszapattantak a gép fémborításáról, és találkoztak az eredeti robbanásból származó impulzusokkal. Ez a kölcsönhatás Mach-hullámokat hozott létre, amelyek a robbanásból származó lökéshullámoknál a számítások szerint 25%-kal gyorsabban és kétszer annyi energiával haladtak (Cox & Foster, 1992). Ezek a lökéshullámok a légkondicionáló csöveken át végighaladtak a géptesten, és kettészakították. A robbanási pont felett több méterrel a 747-es plafonja lehámlott a gépről. A csöveken át haladó Mach-hullámok lepattogtak a fej feletti csomagtárolókról és egyéb kemény felszínekről, és összerázták az utasokat.
A robbanás erejét tovább növelte a gép belseje és külseje közötti légnyomáskülönbség. A gépen belül a levegőt belélegezhető nyomáson tartották, míg kívül a légnyomás a tengerszintinek csupán egynegyede volt. A pilótafülkét és az elsőosztályú üléseket tartalmazó orr-rész letört a géptestről, és zuhanás közben nekiütközött a 3-as számú hajtóműnek, amely emiatt szintén levált a gépről.
A nyomozók szerint a robbanás utáni három másodpercen belül az orr-rész, a géptörzs és a 3-as hajtómű már külön zuhant. A géptörzs a 6000 méteres magasság eléréséig előre és lefelé haladt, majd ettől a ponttól kezdve szinte függőlegesen zuhant.
Zuhanás közben a géptörzs több kisebb darabba szakadt szét. A szárnyakon maradt részek értek földet először a Sherwood Crescent-en, ahol is a szárnyakban tárolt kerozin belobbant. A keletkező tűzgolyó több házat megsemmisített, és olyan hevesen égett, hogy a gép bal szárnyából semmi sem maradt. A nyomozók csak úgy tudták kideríteni, hogy mindkét szárny ugyanabba a kráterbe zuhant, hogy megszámolták a kráterben talált acélcsavarokat.

## Az áldozatok

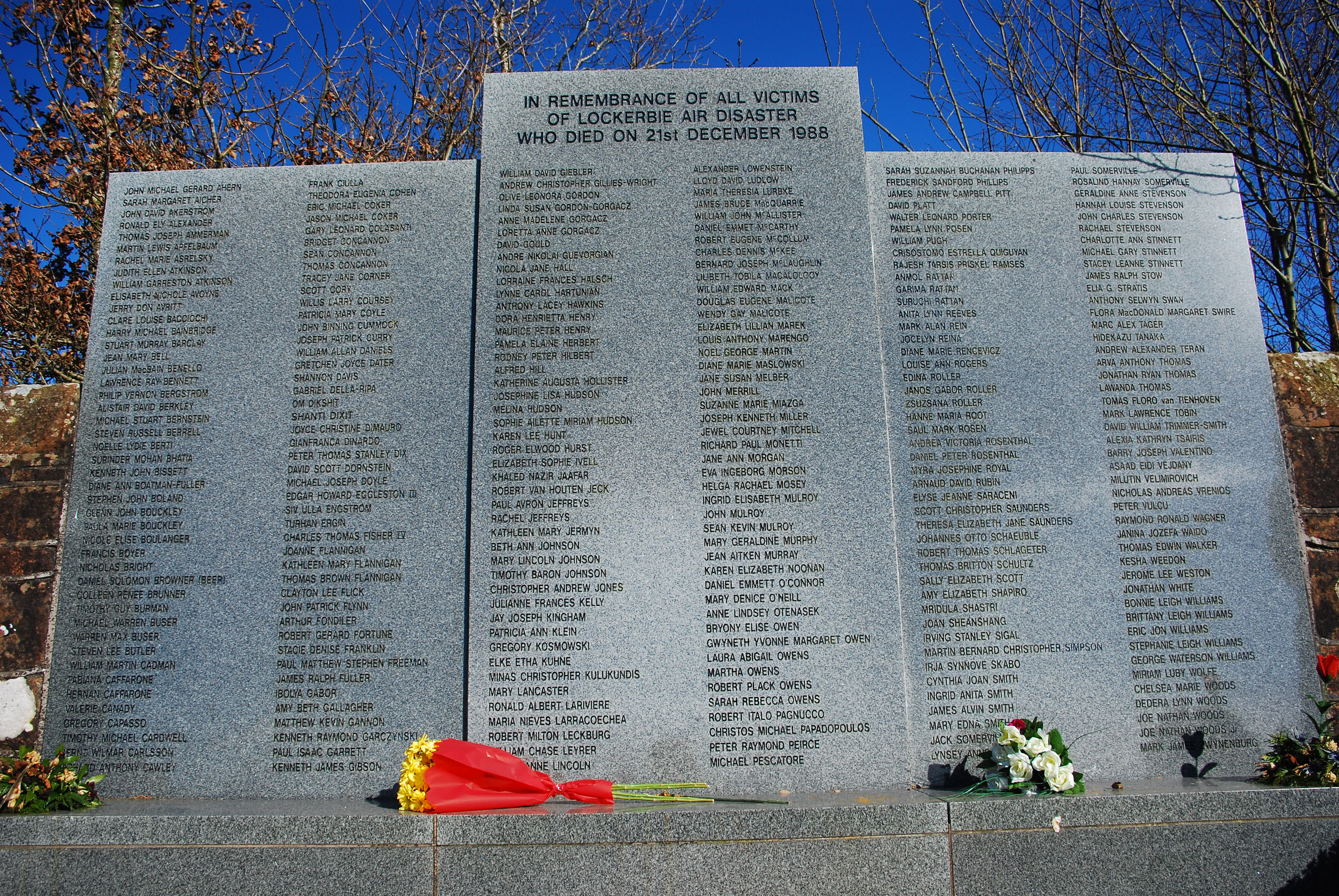
Az áldozatok emléktáblája a helyi temetőben

### Utasok és személyzet
A gépen utazó 243 utasból és 16 fős személyzetből senki sem élte túl a katasztrófát. Egy skót baleseti vizsgálat megállapította, hogy az orr-rész leszakadásakor tornádó-erejű szél tört be a géptestbe, amely leszakította az utasok ruháit, és minden mozdítható tárgyat halálos repeszként sodort hátra a gépben. A hirtelen légnyomásváltozás miatt az utasok testében található gázok a szokásos térfogatuk négyszeresére növekedtek, így az utasok tüdeje felduzzadt, majd összeesett. A le nem rögzített tárgyakat és személyeket a szél kifújta a géptestből a külső, −46 °C-os hidegbe. A 9 km-es zuhanás nagyjából két percig tarthatott (Cox & Foster 1992). Néhány utas biztonsági öve be volt csatolva, így ők egyenesen a lockerbie-i becsapódásig a székükben maradtak.
Bár az utasok valószínűleg oxigénhiány miatt elveszítették az eszméletüket, a törvényszéki szakértők szerint egy páran az alacsonyabb, oxigéndúsabb légrétegekben magukhoz térhettek. Dr. William G. Ecker törvényszéki halottkém megvizsgálta a boncolási eredményeket, és arra a következtetésre jutott, hogy a pilóták, egy páran a légikísérők közül és 147 utas túlélte a robbanást és a gép dekompresszióját, és a becsapódáskor is életben lehetett. Ezen utasok közül egyik sem mutatott a robbanás vagy a hirtelen nyomáscsökkenés, illetve a gép szétesése miatti sérülésre utaló jeleket. A vizsgálat megállapította, hogy egy anya magához szorította újszülött gyermekét, két barát egymás kezét fogta, és több utas keresztet fogott a kezében.
Dr. Eckert arról számolt be a skót rendőrségnek, hogy MacQuarrie kapitány hüvelykujján található jelekből arra következtetett, a pilóta a zuhanás közben is kapaszkodott az irányítószervekbe, és a becsapódáskor is még életben lehetett. A főpilótát, a másodpilótát, a fedélzeti mérnököt, egy légikísérőt és több első osztályú utast a székükbe szíjazva találtak meg, amikor az orr-rész Tundergarth falu temploma mellett egy mezőbe csapódott. A vizsgálat megállapította, hogy a stewardess még életben volt, amikor egy farmer felesége megtalálta, de még a segélyhívás előtt belehalt sérüléseibe. Egy férfi utast szintén életben találtak, és egyes orvosi vélemények szerint ő túl is élhette volna a katasztrófát, amennyiben hamarabb találják meg (Cox & Foster 1992).

### Magyar áldozatok
A katasztrófának egy Amerikába utazó, háromtagú váci család, valamint egy idős budapesti hölgy is áldozatul esett:
- Roller Edina, 5 éves, 26D ülés
- Roller János Gábor, 29 éves, 26E ülés
- Drucker Róbertné Gábor Ibolya, 79 éves, 26F ülés
- Rollerné Pisák Zsuzsanna, 27 éves, 26G ülés

A váci Roller család a családfő nagybátyjához, a Wesselényi utcában élő Druckerné a két fiához készült az Egyesült Államokba az ünnepekre. Az útvonalat jól ismerő idős hölgy áttetette a jegyét a később felrobbant járatra, hogy az angolul nem beszélő Roller család segítségére lehessen, miután összeismerkedtek a Budapestről Frankfurtba tartó járaton. (Egy másik szemtanú szerint azonban éppen azért kerültek a felrobbant gépre, mert az idős hölgy elnézte Frankfurtban a londoni járat indulási idejét, így csak a tervezettnél később tudtak továbbutazni.)[forrás?] Rollerné éppen a tragédia napján lett 27 éves.

### Lockerbie lakosai
Tizenegy lockerbie-i lakos vesztette életét, amikor a törzs maradékához kapcsolt szárnyak több mint 800 km óránkénti sebességgel becsapódtak a Sherwood Crescent 13. számú házba, és felrobbantak. A detonáció egy 47 méter átmérőjű, 560 köbméteres krátert hozott létre, több házat az alapjával együtt porig rombolt, és 21 további épületet annyira megrongált, hogy le kellett bontani őket. A házak fölé tűzgolyó emelkedett, és a közeli A74-es Glasgow–Carlisle-autópálya felé tartott, ahol a déli irányba tartó sávokban haladó autókat perzselt meg. Az autókban utazók és a helyi lakosok először azt gondolták, hogy a közeli Chapelcross atomerőműben történt végzetes atomerőmű-baleset. A becsapódás környékén egyedül egy ház maradt épen.
Lockerbie lakosainak napokon át együtt kellett élniük a kertjeikben és utcáikon heverő holttestek látványával, mivel a törvényszéki szakértők minden egyes holttest helyét lefényképezték és megjelölték, hogy az utaslista és az ültetési rend segítségével rekonstruálni lehessen a robbanás pontos helyét és erejét.
Bunty Galloway helyi lakos 1993-ban így emlékezett Geraldine Sheridan és Thomas Kenning íróknak az esetről:
Az úthoz vezető lépcső alján egy kisfiú feküdt, kék nadrágban és barna zokniban. Aznap este a vejem egy takarót kért tőlem, hogy betakarhassa. Nem tudtam, hogy a fiú halott volt, a vejemnek egy meleg gyapjútakarót adtam, hogy a kisfiú ne fázzon. Az út túloldalán két másik lány feküdt holtan, az egyikük egy kerítésre csavarodott. Úgy néztek ki mindannyian, mintha csak aludnának. A kisfiú napokig feküdt a lépcsőm alján. Akárhányszor csak hazamentem ruhákért, ő még mindig ott volt. „A kisfiú még mindig ott van,” mondtam az egyik rendőrnek. Szombaton végül már nem bírtam tovább. „El kellene innen vitetnie a kisfiút,” mondtam a rendőrnek. Aznap este elvitték valahova.
Annak ellenére, hogy az áldozatok kormányai azt tanácsolták a hozzátartozóknak, hogy ne utazzanak Lockerbie-be, sokan napokon belül megérkeztek, hogy segítsenek a szeretteik azonosításában. Lockerbie-i önkéntesek éjjel-nappali kantinokat nyitottak, ahol a családtagok, katonák, rendőrök és szociális munkások ingyenes szendvicseket, forró ételt, kávét és baráti megértést kaphattak. A kisváros lakosai kimostak, megszárítottak és kivasaltak minden egyes megtalált ruhadarabot, miután a rendőrség megbizonyosodott arról, hogy azok nem tartalmaznak bizonyítékként használható anyagokat, hogy a lehető legtöbb mindent vissza lehessen juttatni a családokhoz.

## Felelősségvállalás
A CIA 1988. december 22-ei elemzése szerint telefonon több csoport is felelősséget vállalt a merényletért:
- Egy férfi telefonáló azt állította, hogy az Iszlám Forradalom Őrei nevű szervezet áll a merénylet mögött, amely válasz egy iráni repülőgép amerikai hadihajó általi júliusi lelövésére
- Egy telefonáló az Iszlám Dzsihád nevében azt állította a New York-i ABC News híradójának, hogy a bombát ők helyezték el a gépen karácsonyi emlékeztetőként.
- Az észak-írországi Ulster Védelmi Liga állítólag szintén telefonon felelősséget vállalt az eseményekért.
- Egy névtelen telefonáló szerint a gépet a Moszad, az izraeli titkosszolgálat lőtte le.

A katasztrófa másnapján készült listában az író kijelenti: „Az Iszlám Forradalom Őreitől származó bejelentést tartjuk eddig a legvalószínűbbnek.” Az elemzés azzal ér véget, hogy „A tragédiáért jelenleg egyetlenegy terroristacsoportot sem vonhatunk felelősségre. Úgy véljük, ahogy az ilyen esetekben ez gyakori, több csoport is a magáénak szeretné betudni az esetet.”

## A merénylet kiváltó okai
1986. április 15-én és 16-án amerikai harci gépek egy sor légitámadást intéztek a líbiai Tripoli és Bengázi ellen. Az Operation El Dorado Canyon névű hadművelet a második világháborút követően az első brit területről indított amerikai támadás. Célja a tíz nappal korábbi nyugat-berlini diszkórobbantás megtorlása volt. Az amerikai katonák által látogatott éjszakai szórakozóhely elleni merényletnek három halálos áldozata és 230 sebesültje volt.
Kadhafi a merényletet azért rendelte el, hogy megtorolja a március végén a Sirte-öbölben elsüllyesztett két líbiai hajót.[forrás?] Az amerikai légitámadásnak több tucat áldozata volt, többek között Hanna Kadhafi, egy csecsemő, akit maga Kadhafi fogadott örökbe.

## A nyomozás
A katasztrófa helyszínét katonai és civil helikopterekkel, műholdképekkel és centiméterről centiméterre haladó aprólékos kézi munkával mérték fel. Több mint 10 000 darab roncsot és egyéb maradványt találtak, amelyek mindegyikét felcímkézték és egy számítógépes adatbázisba gyűjtötték.
A nyomozók a darabokból újra összeállították a repülőgép törzsét, és felfedeztek egy 50 cm átmérőjű nyílást, amely egy első poggyásztérben történt robbanásra utalt. A poggyászkonténerek vizsgálatakor kiderült, hogy a nyíláshoz legközelebb álló konténeren elszenesedési, gödrösödési és egyéb károk keletkeztek, arra utalván, hogy a konténeren belül egy „magas energiájú esemény” következett be. Egy sor kísérleti robbantás megerősítette a robbanóanyag pontos helyét és mennyiségét.
Egy Samsonite gyártmányú bőrönd maradványait is megtalálták, amelyről feltételezhető volt, hogy a bombát tartalmazta. A bőrönddel egyben egy Toshiba Bombeat rádiómagnó alkatrészeit és nyomtatott áramköri elemeit is megtalálták. Egy hasonló, semtex plasztikbombát tartalmazó rádiómagnót két hónappal korábban foglalt le a nyugatnémet rendőrség egy palesztin terrorcsoporttól. Ezentúl a nyomozók néhány darab bébiruhát is a bőröndhöz vezettek vissza, amelyekről később kiderült, hogy Máltában készültek.
A ruhák nyomai egy máltai kereskedőhöz, Tony Gauci-hoz vezettek, aki később a vád koronatanúja lett, mivel arról számolt be, hogy a ruhákat egy líbiai kinézetű férfinek adta el, akit később Abdelbaszet Ali Mohamed Al-Megrahi néven azonosítottak.
Egy elszenesedett darabba ékelődve a nyomozók egy időzítőszerkezet áramkörének egy darabját találták meg, amelyről kiderült, hogy hasonlít egy olyan elektronikus időzítőhöz, amelyet egy líbiai titkos ügynöknél foglaltak le tíz hónappal korábban. Ez a líbiai titkos ügynök akkor egy semtex bomba alkotórészeit szállította. Az időzítőszerkezetet a svájci Mebo gyártón keresztül a líbiai fegyveres erőkig követték vissza.
A nyomozók azt is kiderítették, hogy egy utas nélküli csomagot irányítottak a Pan Am 103-as járatára a járatközi csomagkezelő rendszer segítségével. A csomagot a máltai Luqa repülőtéren adták fel a KM180-as frankfurti járatra, ahonnan a PA103A járat továbbszállította Heathrow-ra. A per során a vád bebizonyította, hogy a bomba ebben a csomagban volt.

## A per és helyszíne
2000. május 3-án megkezdődött a PA103-as járat felrobbantásával vádolt két líbiai, Abdelbaszet Ali Mohamed Al-Megrahi és Lamin Kalifa Fimah pere. A per helyszíne a hollandiai Camp Zeist volt, egy használaton kívüli, volt amerikai légibázis, amely egy brit–holland kétoldalú szerződés keretén belül a per időtartamára brit felségterületté vált. Kadhafi ezredes csak egy semleges országban tartandó per esetén volt hajlandó kiadni a két líbiai gyanúsítottat, mivel sem az Amerikai Egyesült Államokkal, sem Nagy-Britanniával nem volt Líbiának kiadatási szerződése.
A per időtartama alatt a Camp Zeist védelmét skót rendőrök látták el, a gyanúsítottakra skót börtönőrök ügyeltek. A per a skót jogrendszer szerint zajlott le, három skót bíró vezetésével.
Al-Megrahit 2001. január 31-én a bíróság bűnösnek találta és életfogytiglanra ítélte. Fimah-t, a másik gyanúsítottat a bíróság felmentette. Al-Megrahi fellebbezett a legalább 27 éves börtönbüntetési ítélet ellen. Al-Megrahi büntetését a skóciai Glasgow melletti Greenock börtönében töltötte 2009. augusztus 20-áig, amikor a skót regionális kormány az elítélt végső stádiumú rákjára való tekintettel hazaengedte Líbiába, ahol nemzeti hősként fogadták.
2001 februárjában és 2002 márciusában Hans Köchler professzor, az ENSZ főtitkára által a perre kijelölt nemzetközi megfigyelő kijelentette, hogy a skót szokásjog és a bírók által, egy esküdtszék nélkül meghozott ítélet, illetve a közvetett bizonyítékok miatt a per kirakatper volt, amely a brit és az amerikai politikai érdekeket szolgálta.

## A líbiai kártérítés
2002. május 29-én Líbia összesen 2,7 milliárd dolláros kártérítést ajánlott fel a 270 áldozat családjainak, amely áldozatonként 10 millió dollárt (kb. 2 milliárd forintot) jelent. A kifizetéssel kapcsolatos líbiai feltételek az alábbiak voltak:
- 40% kifizetése akkor, amikor az 1999-ben felfüggesztett ENSZ-szankciókat végképp eltörlik;
- további 40% kifizetése akkor, amikor az USA feloldja a kereskedelmi embargóját;
- végül az utolsó 20% kifizetése akkor, amikor az amerikai külügyminisztérium eltávolítja Líbiát a terrorizmust támogató országok listájáról.

Az ENSZ-szankciók eltörlésének egyik feltétele volt a PA103 áldozatok családjának kártérítése. A többi feltétel között szerepelt a terrorizmus hivatalos elítélése (amelyet Líbia már megtett) és felelősségvállalás a hírszerzőtisztjei cselekedeteiért.
128 amerikai áldozat családját a New York-i Kreindler & Kreindler ügyvédi iroda képviselte. Szintén ez az iroda járt az élen a kártérítés mechanizmusának kidolgozásában. 2003. december 5-én az iroda vezetője, Jim Kreindler bejelentette, hogy a cég a képviselt családoktól megkapja a családonkénti nagyjából 1 millió dolláros első ügyvédi díjat. A cég a kártérítéseken végzett ügyvédi munkájáért összesen több mint 300 millió dolláros díjat kaphat az általa képviselt családoktól.
Egy másik amerikai ügyvédi iroda, a Speiser Krause 60 család jogi képviseletét látta el, ennek a fele brit család volt. A cég ügyvédi díját 28 és 35% közé becsülik.
2003. augusztus 15-én Ahmed Own líbiai ENSZ-nagykövet átadott egy okmányt az ENSZ Biztonsági Tanácsának, amelyben országa hivatalosan is felelősséget vállal a lockerbie-i bombamerénylet elkövetéséért.
A líbiai kormány ezt követően áldozatonként 8 millió dolláros kártérítést fizetett a családoknak (ebből nagyjából 2,5 millió dollár volt az ügyvédi díj). A kártérítés kifizetése után az ENSZ törölte a négy évvel korábban felfüggesztett szankciókat, és az amerikai embargó is megszűnt.
Minden család még további 2 millió dollárt kapott volna, amennyiben az amerikai külügyminisztérium eltávolítja Líbiát a terrorizmust támogató országok listájáról, de ez a Líbia által megszabott határidőig nem történt meg. A Líbiai Központi Bank ezért 2005 áprilisában a hátralevő 540 millió dolláros összeget lehívta a kárpótlások kifizetésére létrehozott svájci bankszámláról. Erről a számláról korábban összesen 2,16 milliárd dollárt (nagyjából 432 milliárd forintot) fizettek ki az áldozatok családtagjainak.
2006. május 15-én az Egyesült Államok bejelentette, hogy újra teljes diplomáciai kapcsolatba lép Líbiával, miután az országot eltávolította a terrorizmust támogató országok listájáról. Kérdéses azonban, hogy a hátralevő, áldozatonkénti 2 millió dolláros kártérítést kifizetik-e.
A Pan Am 2006 végéig Líbiától még kapott egy 30 millió dolláros kártérítést. A légitársaság a katasztrófát követő csődje miatt polgári pert indított a líbiai állam ellen, amelyet sikeresen meg is nyert. A kártérítést a Pan Am hitelezői kártalanítására fordítja, azonban minden 100 dollár tartozásért csak 5-6 dollár kifizetésére képes. E kártérítéssel a Pan Am csődeljárása véget is ért. A Pan Am eredetileg 4,5 milliárd dolláros kártérítési igénnyel élt a légitársaságot ért géphiány és üzleti veszteség ellensúlyozásaként. A Pan Am csődeljárási biztosa az utolsó kártérítési csekkeket a 2006. december 18-ával kezdődő héten adta postára.

## Utójáték 30 év után
Bár 2003-ban Líbia elismerte, hogy polgárjogi felelősség terheli a Lockerbie-merényletért, sokan követelték -- köztük pl. a magánnyomozásaival híressé váló brit orvos, az egyik áldozat apja  Dr. Jim Swire is -- az akták újranyitását, mondván, a perben hamis bizonyítások is történtek, és al-Megrahi ártatlan, vagy csak egy mellékszereplője volt a merényletnek. (Ezek a kételyek főleg két igen súlyos bizonyítási tételt, a máltai kereskedő szálát és az időzítő maradványának eredetét érintik). Így a három év alatt nagy üggyel-bajjal összeszedett bizonyítékokat többször is lényeges pontokon megkérdőjelezték. Pl. azt már 2007-ben megállapították, hogy a máltai Mary’s House-ból vett ruhát azelőtt vásárolhatták, hogy Megrahi bizonyíthatóan a szigeten járt volna, de zavarosak voltak a sokszor önellentmondásba kerülő Gauci vallomásai is, illetve olyan bizonyítékok is előkerültek, amelyek arról árulkodtak, hogy a bombát nem is Máltán, hanem Frankfurtban vagy Londonban adhatták fel. 
2009. augusztus 24-én Dr. Jim Swire, a Lockerbie-ügy leghíresebb aktivistája levelet írt Gordon Brown miniszterelnöknek, amelyben teljes körű és független vizsgálatot kért, beleértve az ún. heathrow-i bizonyítékok eltitkolásának kérdését is. Ezt a kérést támogatta a Pamela Dix vezette "Lockerbie-i gyászoló hozzátartozók" körének küldöttsége is, akik 2009. október 24-én a Downing Street 10. szám alá mentek, és átadtak a Gordon Brownnak címzett levelet, amelyben találkozót kértek a miniszterelnökkel, hogy megvitassák a nyilvános és független  vizsgálat szükségességét és a főbb kérdéseket, amelyek aggasztóan megválaszolatlanok és amelyekkel foglalkoznia kellene.
A gyanú többször Iránra terelődött, amelynek oka lett volna elkövetnie a merényletet, mivel öt hónappal Lockerbie előtt egy amerikai hadihajó lelőtte az Iran Air 655-ös,  járatát, 290 ember halálát okozva. Aztán 2022. december 11-én az Egyesült Államok bejelentette, hogy őrizetbe vették Abu Agila Mohammad Maszúd Heir al-Marimit, akit a repülőgépet elpusztító robbanószerkezet készítésével vádolnak. A meglehetősen idős, 1951-es születésű férfi pere az USA-ban állítólag 2026-ban kezdődik, s az is kérdéses, ha ő lesz a bűnös, akkor mi a helyzet pontosan a már elhunyt és régebben bűnösnek nyilvánított  Al-Megrahi-val?

## Emlékezete
- 1995. november 3-án az Arlingtoni Nemzeti Temetőben átadták az áldozatok előtt tisztelgő emlékművet. A skóciai temetkezési hagyományokat idéző kőhalmot skót polgárok magánadományaiból valósították meg.

- Colin Firth főszereplésével 2025-ben a Sky Television  Lockerbie: A Search for Truth címmel öt részes minisorozatban dolgozta fel a témát, amely a Jim Swire és Peter Biddulph híres The Lockerbie Bombing: A Father's Search For Justice című könyve alapján készült.[26]